# Elastinen
Kimmo Ilpo Juhani Laiho nació el (18 de abril de 1981), más conocido por su nombre artístico Elastinen (elásticos), es un rapero finlandés y también conocido como uno de los fundadores y es el CEO del sello de rap independiente finlandés Rähinä Records. Junto con su colega Iso H (Big H), fundó el dúo de rap finlandés Fintelligens. También ha lanzado cinco discos en solitario.

## Discografía
| Anos | Álbumes                                | Posiciones máximas | Cartas |
| Anos | Álbumes                                | FIN                | Cartas |
| ---- | -------------------------------------- | ------------------ | ------ |
| 2004 | Elaksis Kivi                           | 8                  |        |
| 2006 | Anna soida                             | 11                 |        |
| 2007 | E.L.A.                                 | 10                 |        |
| 2013 | Joka päivä koko päivä                  | 4                  |        |
| 2016 | Elastinen Feat.                        | 1                  |        |
| 2017 | Kävi täällä (con Cheek Como Profeetat) | 6                  |        |